# Schauspielschule Krauss
Die Schauspielschule Krauss ist eine Schauspielschule mit Öffentlichkeitsrecht in Wien.

## Geschichte
Die Schauspielschule im Bezirk Wien-Innere Stadt bildet seit 1948, dem Jahr der Gründung durch Burgschauspieler Helmuth Krauss, als Alternative zu den staatlichen Hochschulen junge Talente für Bühne und Film aus. Sie ist bis heute Österreichs einzige private Schauspielschule mit dieser staatlichen Anerkennung. Seit 1988 wird sie in dritter Generation von Michaela Krauss-Boneau, der Enkelin des Gründers, geleitet.  
Der Unterricht basiert auf Methoden von Lehrmeistern wie Stanislawski, Meisner und Grotowski und umfasst Ausbildungsgegenstände wie unter anderem Sprechtechnik, Sprechgestaltung, Atemtraining, Körpertraining, Stimmbildung, Phonetik, Artikulation, musikalische Grundlagenbildung, Gesang, Improvisation, Schauspieler-Basistraining, Grundlagen des dramatischen Unterrichts, szenische Arbeit, Bühnenkampf, Fechten, Theater- und Literaturgeschichte, Dramaturgie, Arbeit vor der Kamera, Kostümkunde, Bühnenkunde, Schauspieler-Marketing sowie Arbeits- und Sozialrecht.

## Absolventen
Aus der Schauspielschule Krauss gingen unter anderem folgende Schauspieler hervor:
- Ulrike Beimpold
- Gabriela Benesch
- Martin Bergmann
- Nina Blum
- Karlheinz Böhm
- Katharina Böhm
- Uli Brée
- Konstanze Breitebner
- Franz Buchrieser
- Irene Budischowsky
- Deniz Cooper
- Heinz Ehrenfreund
- Ulli Fessl
- Georg Friedrich
- Regina Fritsch
- Fanny Fuhs
- Karlheinz Hackl
- Ludwig Hirsch
- Valerie Huber
- Elfriede Irrall
- Susanna Knechtl
- Olivier Lendl
- Peter Lodynski
- Gretl Löwinger
- Sylvia Lukan
- Erni Mangold
- Peter Matic
- Susanne Michel
- Adele Neuhauser
- Jennifer Newrkla
- Angelika Niedetzky
- David Oberkogler
- Gerald Pichowetz
- Peter Rapp
- Tanja Raunig
- Tobias Reinthaller
- Claudia Rohnefeld
- Manuel Rubey
- Albert Rueprecht
- Dolores Schmidinger
- Elfriede Schüsseleder
- Herwig Seeböck
- Dominic Marcus Singer
- Werner Sobotka
- Kurt Sowinetz
- Dunja Sowinetz
- Krista Stadler
- Alexander Strömer
- Franz Suhrada
- Marcus Thill
- Grischka Voss
- Ernst Kurt Weigel
- Karl Welunschek
- Oskar Werner
- Adolf Wessely
- Peter Windhofer
- Barbara Wussow
- Alexander Wussow
- Adriana Zartl